# Bistum Mannar
Das Bistum Mannar (lat.: Dioecesis Mannarensis) ist eine in Sri Lanka gelegene römisch-katholische Diözese mit Sitz in Mannar. Bischofskirche ist die St. Sebastian’s Cathedral.

## Geschichte
Das Bistum Mannar wurde am 24. Januar 1981 durch Papst Johannes Paul II. aus Gebietsabtretungen des Bistums Jaffna errichtet und dem Erzbistum Colombo als Suffraganbistum unterstellt.

## Bischöfe von Mannar
- Thomas Savundaranayagam, 1981–1992, dann Bischof von Jaffna
- Rayappu Joseph, 1992–2016
- Fidelis Lionel Emmanuel Fernando, 2017–2024
- Gnanapragasam Anthonypillai, seit 2024